# Gae Aulenti
Gae Aulenti (Palazzolo dello Stella, Udine, 4 de dezembro de 1927 — Milão, 31 de outubro de 2012) foi uma arquiteta e designer italiana.

## Biografia
Em 1964 ganhou o 1º Prémio na Trienal de Milão pelo seu trabalho no Pavilhão Italiano, com o seu distinto traço feminino inspirado nas pinturas de Picasso.
Trabalhou em diversos projetos em vários museus, incluindo o Museu de Orsay em Paris, trabalho pelo qual recebeu do Governo Francês o Grau de Cavaleiro da Legião de Honra.